# Metaconchoecia lunata
Metaconchoecia lunata är en kräftdjursart som först beskrevs av Deevey 1982.  Metaconchoecia lunata ingår i släktet Metaconchoecia och familjen Halocyprididae. Inga underarter finns listade i Catalogue of Life.